# Volodymyr Jezers'kyj
Volodymyr Ivanovyč Jezers'kyj (in ucraino Володи́мир Іва́нович Єзе́рський?; trasl. angl. Volodymyr Ivanovych Yezerskiy; Leopoli, 15 novembre 1976) è un allenatore di calcio ed ex calciatore ucraino, di ruolo difensore, vice-allenatore del Dnipro.